# Aprostocetus teiae
Aprostocetus teiae är en stekelart som först beskrevs av Girault 1924.  Aprostocetus teiae ingår i släktet Aprostocetus och familjen finglanssteklar. Inga underarter finns listade i Catalogue of Life.